# Westworld (serie de televisión)
Westworld es una serie de televisión de ciencia ficción distópica creada por Jonathan Nolan y Lisa Joy. Producida por HBO, se basa en la película del mismo nombre de 1973 (escrita y dirigida por Michael Crichton) y, en menor medida, en la secuela de 1976 de la película, Futureworld. La historia comienza en Westworld, un parque de atracciones ficticio y tecnológicamente avanzado con temática del Viejo Oeste poblado por androides «anfitriones». El parque atiende a «invitados» que pagan mucho dinero (40.000$ al día) y que pueden satisfacer sus fantasías más salvajes dentro del parque sin temor a represalias de los anfitriones, a quienes su programación les impide dañar a los humanos. Más tarde, la trama de la serie se expande al mundo real, a mediados del siglo XXI, donde las vidas de las personas son llevadas y controladas por una poderosa inteligencia artificial llamada Roboam (Rehoboam).
Nolan y Joy sirven como productores ejecutivos, junto con J. J. Abrams, Jerry Weintraub y Bryan Burk. La primera temporada se emitió entre el 2 de octubre y el 4 de diciembre de 2016; comprendió diez episodios. En noviembre de 2016, HBO renovó la serie para una segunda temporada de diez episodios, que se emitió del 22 de abril al 24 de junio de 2018. El estreno de Westworld en HBO tuvo las calificaciones de audiencia más altas de la red para un estreno desde el primer episodio de True Detective en 2014. Además, la serie se ubica como la primera temporada más vista de cualquier serie original de HBO. Una tercera temporada de ocho episodios se estrenó el 15 de marzo de 2020. En abril de 2020, HBO renovó la serie para una cuarta temporada, también de ocho episodios, que se estrenó el 26 de junio de 2022. En noviembre de 2022, HBO canceló la serie tras cuatro temporadas.
La serie ha recibido críticas en gran parte positivas de los críticos, con un elogio particular por su cinematografía, historia y actuación.

## Sinopsis
En un futuro no especificado, Westworld, uno de los seis parques temáticos poseído y operados por Delos Inc., permite a los visitantes experimentar el Viejo Oeste en un entorno poblado por «anfitriones», androides programados para satisfacer todos los deseos de los visitantes. Si bien Westworld es el más popular también hay otros, llamados Shogunworld ambientado en el Japón feudal, Rajworld en la cultura hindú, Warworld en la Alemania nazi durante la segunda guerra, otro parque del cual no se sabe mucho pero intuye que está ambientando en la era medieval de princesas y castillos y por último el parque el cual sólo está destinado para entrenamiento y ejercicios militares.
Los anfitriones siguen un conjunto predefinido de narrativas entrelazadas, pero tienen la capacidad de desviarse de estas narrativas en función de las interacciones que tienen con los visitantes.
Los anfitriones repiten su narrativa de nuevo cada día—habiendo borrado sus recuerdos del día anterior—hasta que son reutilizados o guardados para su uso en otras narraciones. Para la seguridad de los visitantes, los anfitriones no pueden dañar ninguna forma de vida; esto les permite a los visitantes una libertad casi ilimitada para participar sin recibir castigo en cualquier actividad que elijan con los anfitriones, incluida la violación y el asesinato. El personal está ubicado en un centro de control llamado «La Mesa», conectado al parque a través de vastas instalaciones subterráneas, supervisa las operaciones diarias, desarrolla nuevas narrativas y repara a los anfitriones según sea necesario.

## Elenco y personajes
- Evan Rachel Wood como Dolores Abernathy / Wyatt, la anfitriona más antigua que todavía trabaja en el parque. Al asumir inicialmente el papel de la hija de un ranchero, descubre que toda su vida es una mentira elaborada.[6]
- Thandie Newton como Maeve Millay, una anfitriona, que actúa como la madam de Sweetwater, pero sus recuerdos no reconciliados de un papel anterior la llevaron a ser consciente de sí misma.[7]
- Jeffrey Wright como Bernard Lowe, jefe de la División de Programación de Westworld, y programador de software para personas artificiales.[8] Wright también interpreta a Arnold Weber, cofundador de Westworld.
- James Marsden como Teddy Flood, un anfitrión. Es un pistolero que regresa a Sweetwater para encontrar a Dolores, con la esperanza de reavivar su relación.[9][10]
- Ingrid Bolsø Berdal como Armistice, una anfitriona. Ella es una bandida brutal y despiadada, y es miembro de la pandilla de Héctor Escaton.[11]
- Luke Hemsworth como Ashley Stubbs, jefe de seguridad de Westworld, encargado de monitorear las interacciones entre humanos y anfitriones y garantizar la seguridad de los huéspedes.[12]
- Sidse Babett Knudsen como Theresa Cullen, responsable de control de calidad de Westworld, es responsable de evitar que el parque se desorganice.[13]
- Simon Quarterman como Lee Sizemore, el director narrativo de Westworld, cuyo temperamento artístico agrava a sus compañeros de trabajo.[11]
- Rodrigo Santoro como Héctor Escaton, un anfitrión. Es el líder de una pandilla buscado por robar el Hotel Mariposa en Sweetwater.[12]
- Angela Sarafyan como Clementine Pennyfeather, una anfitrión. Ella trabaja como prostituta para Maeve y es una de las atracciones más populares de Westworld.[11] Lili Simmons retrata a otro anfitrión que cumple el mismo rol cuando se retira la Clementine original.[14]
- Shannon Woodward como Elsie Hughes, una estrella en ascenso en la División de Programación encargada de remediar el comportamiento extraño en los anfitriones del parque.[12]
- Ed Harris como el Hombre de Negro, un sádico invitado veterano que busca descubrir los secretos más íntimos de Westworld.[15]
- Anthony Hopkins como Robert Ford, cofundador y director de Westworld.[6]
- Ben Barnes como Logan Delos, un invitado habitual que presenta a William en el parque.[16]
- Clifton Collins Jr. como Lawrence / El Lazo, un anfitrión. Es un delincuente encantador pero peligroso con una habilidad especial para maniobrar y negociar con los diversos elementos criminales de Westworld.[13]
- Jimmi Simpson como William, un visitante renuente por primera vez en Westworld, uniéndose a su futuro cuñado, Logan. Inicialmente desdeñoso de las atracciones más lascivas del parque, poco a poco descubre un significado más profundo de la narrativa del parque.[13]
- Tessa Thompson como Charlotte Hale, directora ejecutiva de Delos Destinations Board, que supervisa Westworld y otros parques.[17][18]
- Fares Fares como Antoine Costa, miembro del equipo de seguridad de Karl Strand.[19]
- Louis Herthum como Peter Abernathy,[20] el padre de Dolores. Bradford Tatum también retrató a Peter Abernathy en la primera temporada, después de que fuera dado de baja.[21]
- Talulah Riley como Angela, un anfitrión que da la bienvenida a los recién llegados al parque.[22]
- Gustaf Skarsgård como Karl Strand, el jefe de operaciones de Delos, que lidera los intentos de Delos de recuperar Westworld de los anfitriones deshonestos.[19]
- Katja Herbers como Emily, una invitada en el parque Raj que escapa a Westworld durante el levantamiento de los anfitriones.[23]
- Aaron Paul como Caleb, un trabajador de la construcción.[24]

## Episodios
| Temporada | Temporada | Título         | Episodios | Episodios | Emisión original     | Emisión original       | Audiencia promedio (en millones) |
| Temporada | Temporada | Título         | Episodios | Episodios | Primera emisión      | Última emisión         | Audiencia promedio (en millones) |
| --------- | --------- | -------------- | --------- | --------- | -------------------- | ---------------------- | -------------------------------- |
|           | 1         | El laberinto   | 10        | 10        | 2 de octubre de 2016 | 4 de diciembre de 2016 | 1,8                              |
|           | 2         | La puerta      | 10        | 10        | 22 de abril de 2018  | 24 de junio de 2018    | 1,6                              |
|           | 3         | El nuevo mundo | 8         | 8         | 15 de marzo de 2020  | 3 de mayo de 2020      | 0,8                              |
|           | 4         | La elección    | 8         | 8         | 26 de junio de 2022  | 14 de agosto de 2022   | 0,3                              |

## Producción

### Concepción y desarrollo

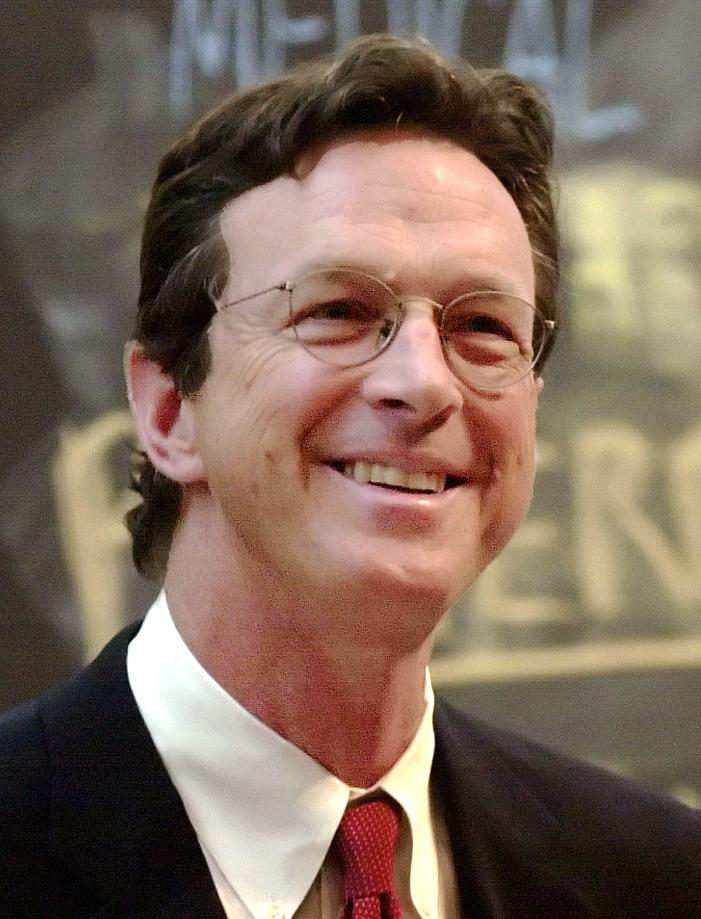
Michael Crichton, el escritor de la película de 1973 en la que se basa la serie

Warner Bros. había estado considerando una nueva versión de Westworld desde principios de la década de 1990 y luego de la partida de la ejecutiva del estudio, Jessica Goodman en 2011, el proyecto fue nuevamente considerado. Jerry Weintraub había estado presionando por un remake durante años y, después de su éxito con Behind the Candelabra de HBO, convenció a la cadena para que diese luz verde a un piloto. Se llevó el proyecto a Jonathan Nolan y la coescritora Lisa Joy, quienes vieron el potencial en el concepto de hacer algo mucho más ambicioso que la película original.
El 31 de agosto de 2013, HBO anunció que habían ordenado un piloto para una posible serie de televisión, con Nolan, Joy, J. J. Abrams, Jerry Weintraub y Bryan Burk como productores ejecutivos. Ed Brubaker desempeñó en el equipo de redacción como productor supervisor, coescribiendo el cuarto episodio con Nolan. HBO más tarde anunció que Westworld había sido aceptado y que se estrenaría en 2015. En agosto de 2015, HBO lanzó el primer teaser, que reveló que la serie se estrenaría en 2016.
Abrams sugirió que la serie se cuente con la perspectiva de los "anfitriones" en mente. Nolan se inspiró en videojuegos como BioShock Infinite, Red Dead Redemption y The Elder Scrolls V: Skyrim para lidiar con el componente moral de la narración en un espectro. Durante la investigación, las películas de Sergio Leone proporcionaron puntos de referencia para los personajes y visuales; las novelas de Philip K. Dick les informaron sobre los dilemas relativos a la inteligencia artificial, y para la construcción del mundo y la narrativa entrelazada, consultaron los juegos de Grand Theft Auto. La película de 1973 también incluyó un Mundo Romano y un Mundo Medieval, pero Nolan no las incluyó.

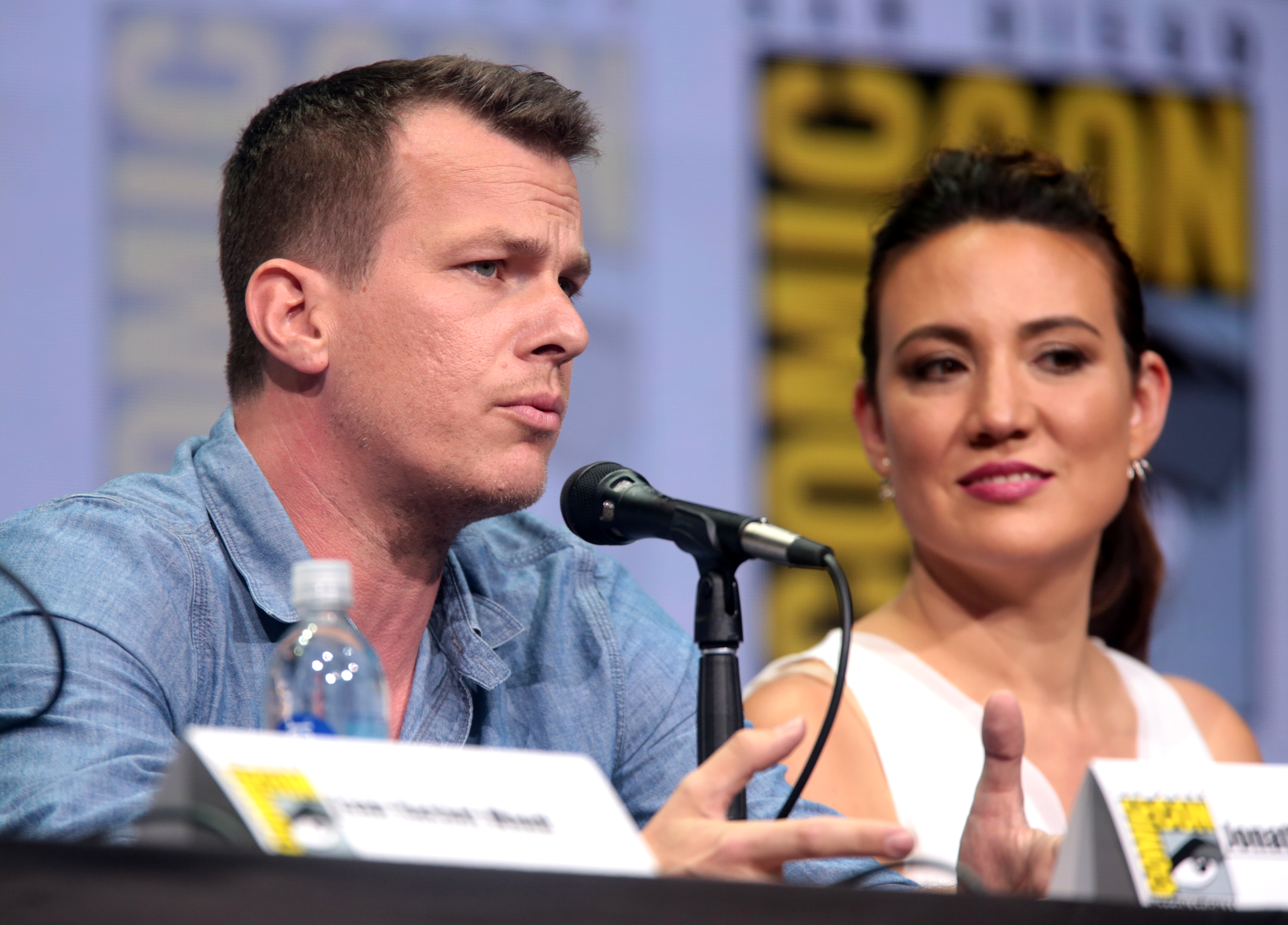
Los cocreadores Jonathan Nolan y Lisa Joy

 Nolan explicó que la serie explorará, a través de sus personajes invitados, sobre por qué "la violencia está en la mayoría de las historias que nos gusta mirar, pero no es parte de lo que nos gusta hacer". La serie explora ideas sobre la mente bicameral por el psicólogo Julian Jaynes, quien abogó por la existencia de dos mentes separadas—una que da instrucciones y otra que las realiza. Jaynes discutió cómo la conciencia proviene de romper el muro entre ellos al exponer al individuo a nuevos estímulos.
Los guionistas y productores han planeado que la historia dure hasta cinco temporadas.

### Financiación
Según los informes, los diez episodios de la primera temporada se produjeron con un presupuesto de aproximadamente de $100 millones, con presupuestos por episodio de entre $8 millones y $10 millones, y el episodio piloto solo costando de $25 millones para producir. HBO y Warner Bros. Television compartieron el costo de producción de la serie; según los informes, HBO también pagó una tarifa de licencia no revelada a Warner Bros. Television por los derechos de transmisión.

### Casting
Después de que se transmitió el último episodio de la primera temporada, Nolan y Joy revelaron que habían operado con una estricta base de "necesidad de saber" con la mayoría de los actores, con el fin de "mantener la historia tan fresca y presente para ellos como sea posible." Por ejemplo, en el caso de Wood, le dieron direcciones de actuación extrañas sin explicar por qué, y le tomó un tiempo a Wood inferir que en realidad estaba interpretando cinco personajes distintos dentro del mismo anfitrión: cuatro modos de comportamiento diferentes para Dolores, más Wyatt. Por el contrario, Hopkins se dio cuenta de la historia general de Ford desde el principio (en el momento en que le dieron el papel) para asegurarse de que podía transmitir la complejidad del personaje en su actuación. Sin embargo, incluso con ese conocimiento, inicialmente Hopkins recibió libretos muy censurados, y tuvo que insistir en el acceso a los libretos completos.

### Filmación
Al principio se decidió que la serie se filmaría en una película de 35 mm con ayuda de tomas HD, a pesar de las crecientes dificultades para adquirir rollos. Para una apariencia más suave, los cineastas utilizaron las lentes originales Arri Zeiss con sus capas removidas. La serie se filmó principalmente en Kodak, que fue procesada por FotoKem en Burbank y escaneada por Encore Hollywood para crear intermedios digitales de todas las tomas adecuadas para su uso como periódicos. El corte final fue entregado a HBO en un formato JPEG digital en 2K para su transmisión y a Warner Bros. Television como un corte negativo para fines de archivo.
Dado que gran parte de la serie se ve desde el punto de vista de los anfitriones, los Steadicams se utilizaron para filmar toda la primera temporada, a excepción de un par de escenas en el último episodio, donde se usó una cámara portátil como metáfora de que los anfitriones se liberan de su programación y ahora actúan por su propia voluntad.
El rodaje del episodio piloto se realizó durante 22 días en agosto de 2014 en Los Ángeles y sus alrededores así como Moab, en Utah.

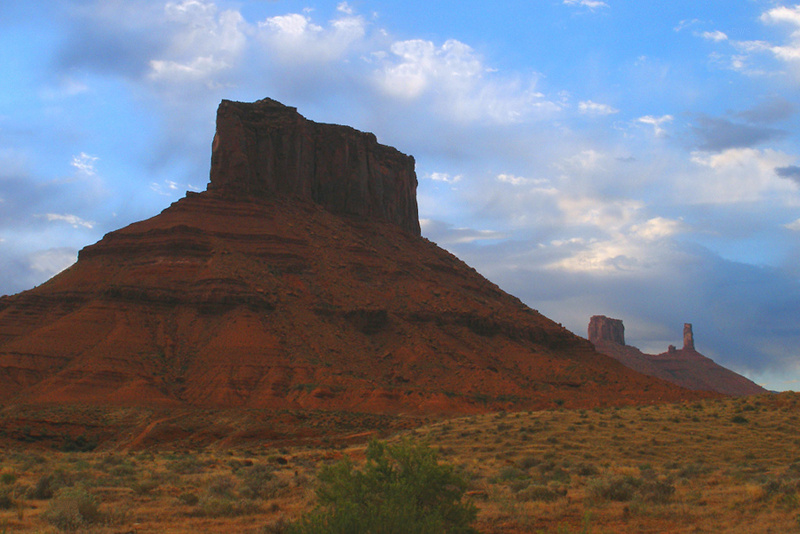
Castle Valley en Utah es uno de los lugares de rodaje.

Lugares de rodaje en California incluye varios estudios de sonido, backlot en Universal Studios & Warner Bros., Paramount Ranch en Agoura, California, El Melody Ranch en Santa Clarita, California, y el Pacific Design Center en West Hollywood, California. El Melody Ranch usado para la ciudad de Sweetwater había sido utilizado previamente para muchas películas, tales como Django Unchained y The Magnificent Seven, pero fue significativamente mejorado para Westworld por el diseñador de producción Zack Grobler para retratar una versión idealizada de la frontera estadounidense. Pantallas de croma verde fueron usadas alrededor de los juegos de California para bloquear objetos modernos como estacionamientos, para que las tomas de California pudieran ser más tarde composición digital fusionada con fotos exteriores de Utah.
Para la apariencia exterior a gran escala del espectáculo, los productores se inspiraron en el trabajo de John Ford, quien filmó sus últimas cuatro películas en Castle Valley, al este de Moab. En la primavera de 2014, Nolan visitó el sur de Utah con miembros clave del equipo y un explorador de locaciones para explorar la posibilidad de filmar allí y rápidamente se enamoró del lugar. Las tomas de la localización para el episodio piloto ocurrió más adelante sobre cinco días en Utah meridional, incluyendo Castle Valley. La mayoría de las ubicaciones de Utah, como Dead Horse Point State Park, eran "walk-in" áreas donde tanto el elenco y el personal estaban obligados a caminar dentro y fuera con todo su equipo. Se rodaron escenas de cabalgatas en un rancho privado, donde los cineastas no estaban sujetos a tantas restricciones como cuando trabajaban en terrenos públicos. Para combinar perfectamente los escenarios de California con el escenario de Utah, las paredes fijadas fueron enviadas a Utah para que pudieran usarse para filmar ángulos inversos de escenas originalmente filmadas en California. Por ejemplo, las conversaciones en el balcón exterior del centro de operaciones de Westworld fueron filmadas en un balcón en el Centro de Diseño del Pacífico mirando hacia el centro, luego los ángulos inversos sobre los hombros de los miembros del reparto fueron disparados a Dead Horse Point, el centro de operaciones estaba situado en la cima de los acantilados escarpados del parque estatal. Las escenas del interior del tren fueron creadas montando el conjunto entero del coche del tren en la parte posteriora de un carro plano y conduciendo el carro hacia adelante y hacia atrás adelante Utah State Route 128.
La impresión 3D de los anfitriones se realizó utilizando casi todos los efectos prácticos, algunos de los cuales fueron mejorados por el equipo de efectos visuales. La serie usó armas reales, aunque por lo general fueron descargadas. Por respeto a los actores y extras involucrados, la filmación de desnudos se realizó en un set cerrado, y para escenas de sexo, se utilizó un consultor sexual.

### Secuencia de los créditos de apertura
La secuencia de los créditos de apertura de la serie fue creada por Elastic, el mismo estudio de producción que creó las secuencias de títulos para otras tres series de HBO: Rome, Carnivàle y Game of Thrones. Patrick Clair actuó como director creativo de los créditos de apertura, que tardó alrededor de cinco semanas para conceptualizar.
Clair se reunió con Nolan y Joy en febrero de 2016 para discutir su desarrollo. Estaba interesado en su decisión de abordar el punto de vista de la serie desde el de los anfitriones, considerando el resultado como un estudio psicológico inherente. Desde su inicio, la secuencia traduciría los elementos presentes en la serie a través de diseño asistido por computadora. Por ejemplo, una vez que Clair recibió imágenes del compositor Ramin Djawadi de una pianola en movimiento, su contraparte actual, situada en la oficina de producción de Westworld, fue fotografiada y luego reconstruida en imágenes generadas por computadora. Nolan también aplicó el instrumento de autoaprendizaje en referencia a la primera novela de Kurt Vonnegut Player Piano. Estaba destinado a representar la primera Máquina de Rube Goldberg para evocar el movimiento humano. Clair vio la metáfora detrás de la pianola —"una forma primitiva de robot"— como una exploración de la disparidad entre el hombre y la máquina "que se está creando para ser redundante." Los anfitriones que estaban bañados en líquido blanco golpearon a Clair como una yuxtaposición de la arena y el grano del género Western con su base en la ciencia ficción. Los motivos de Leonardo da Vinci en Vitruvian Man surgió de la voluntad de Clair para transmitir la representación de Westworld del cuerpo humano desnudo. La secuencia también hace referencia al video musical de Chris Cunningham de 1999 para la canción de Björk "All Is Full of Love", de una manera que Clair llamó "un poco desvergonzada (…) porque adoro a Chris Cunningham y (…) me pareció el lugar perfecto para hacerlo porque estaba tratando con todos los temas correctos y con la estética correcta."
La secuencia comienza con la caja torácica de un caballo, junto con un conjunto de anfitriones fabricados por robots industriales. El caballo esquelético se muestra a mitad de galope para subvertir la iconografía de tal representación. En cuanto a los esfuerzos de Clair para exponer los paisajes Western en relación con un mundo de robótica, pensó que era sensato que se hiciera dentro de un solo ojo; los cráteres y los valles se forman como el simulacro de un iris.
La segunda temporada introduce una nueva secuencia de los créditos de apertura. Se cambian varios elementos de la secuencia original de los créditos, incluidas las imágenes de un caballo que ahora se sustituyen por un bisonte. Otras nuevas imágenes en los créditos incluyen el sombrero negro del Hombre de Negro, una madre acunando a su hijo (que evoca a Maeve) y el cabello de una mujer rubia siendo peinado mecánicamente (representando a Dolores). El score de Ramin Djawadi permanece igual, con las imágenes de la pianola intactas.

### Música

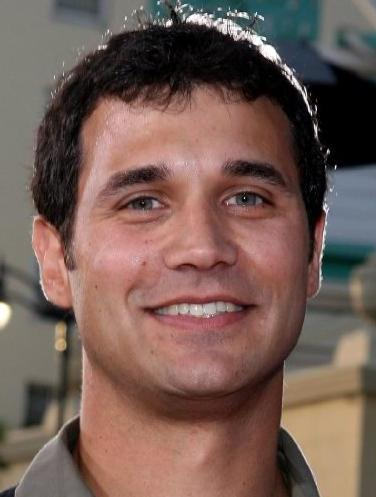
Ramin Djawadi, el compositor de la banda sonora de Westworld

La música está compuesta por Ramin Djawadi, quien también trabajó con el showrunner Nolan en la serie Person of Interest. El tema principal combina el uso de notas de bajo, arpegios de luz y melodía, todo lo cual complementa la idea de un parque de atracciones. La banda sonora de la primera temporada se lanzó el 5 de diciembre de 2016.
Djawadi habló sobre las canciones modernas utilizadas en el show, y dijo: "El show tiene un sentido anacrónico, es un parque temático y, sin embargo, tiene robots, ¿por qué no tener canciones modernas? Y esa es una metáfora en sí misma, envuelto en el tema general del show", pero le dio crédito a Nolan por haber tenido la idea.
Las interpretaciones de piano y cuerdas presentadas en Westworld incluyen "No Surprises" de Radiohead, "Fake Plastic Trees", "Motion Picture Soundtrack" y "Exit Music (For a Film)", "Black Hole Sun" de Soundgarden, "Paint It Black" de The Rolling Stones, "Pine Apple Rag" de Scott Joplin y "Peacherine Rag", "Reverie L.68" de Claude Debussy, "A Forest" de The Cure, la versión de The Animals "The House of the Rising Sun", "Back to Black" de Amy Winehouse y "Something I Can Never Have" de Nine Inch Nails. Los costos de licencia oscilaron entre $15,000 a $55,000.

## Lanzamiento

### Transmisión
La serie estrenó su primera temporada de diez episodios el 2 de octubre de 2016 en Norteamérica y Australia, y el 4 de octubre de 2016 en el Reino Unido e Irlanda. La serie se transmite en HBO en los Estados Unidos, en HBO Canadá en Canadá, en HBO en América Latina, en Australia en Showcase, y en el Reino Unido e Irlanda en Sky Atlantic.
El segundo episodio fue lanzado en HBO en los Estados Unidos el 7 de octubre, dos días antes de la fecha de emisión del episodio, para evitar competir con el segundo debate presidencial de los Estados Unidos de 2016.

### Mercadotecnia
Antes de la transmisión de Westworld, HBO realizó exhibiciones de realidad virtual en los eventos de San Diego Comic-Con y Techcrunch Disrupt dedicados a Westworld: A Delos Destination. A los asistentes se les permitió navegar por el proceso por el cual los invitados ingresarían a Westworld e interactuarían con el entorno 3D. Hecho para funcionar con el casco de realidad virtual HTC Vive, la pieza fue concebida por los showrunners Nolan y Joy. Fue diseñado usando Unreal Engine 4, combinando contenido generado por computadora y video de acción en vivo de 360 grados. Los usuarios recibieron un código binario, que permite el acceso al sitio web DiscoverWestworld.com como parte de una campaña de marketing viral. A los visitantes se les mostró un avance de un sitio de viajes ficticio, lo que los llevó a pedir un viaje a Westworld. Un chatbot presentado en el sitio web, llamado Aeden, está disponible como una acción del Asistente de Google en el altavoz inteligente Google Home.

### Distribución doméstica
La primera temporada de Westworld (subtitulada El laberinto) fue lanzada en Blu-ray, DVD, y 4K Ultra HD Blu-ray el 7 de noviembre de 2017. Es la primera serie de televisión con guion lanzada en 4K Blu-ray en los Estados Unidos.

## Recepción

### Respuesta crítica
| Temporada | Temporada | Respuesta crítica | Respuesta crítica |
| Temporada | Temporada | Rotten Tomatoes   | Metacritic        |
| --------- | --------- | ----------------- | ----------------- |
|           | 1         | 87% (103 reseñas) | 74 (43 reseñas)   |
|           | 2         | 85% (83 reseñas)  | 76 (29 reseñas)   |
|           | 3         | 73% (67 reseñas)  | 64 (23 reseñas)   |
|           | 4         | 76% (48 reseñas)  | 64 (18 reseñas)   |

#### Temporada 1
La recepción de la serie ha sido en gran parte positiva, con elogios especiales por sus imágenes visuales, la historia y las actuaciones. En Rotten Tomatoes, la primera temporada tiene una calificación de aprobación del 88 % con base en 80 reseñas, con una calificación promedio de 8.13/10. El consenso del sitio dice, "Con un impresionante nivel de calidad que hace honor a su material de origen, el brillante y adictivo Westworld equilibra el drama inteligente y apasionante contra la locura absoluta." En Metacritic, la primera temporada tiene un puntaje de 74 sobre 100, basado en 43 críticas, lo que indica "reseñas generalmente favorables".
Los editores de TV Guide colocaron a Westworld en el quinto lugar entre las diez mejores elecciones para los shows más esperados de la temporada 2016–17. En opinión general del escritor, Tim Surette, señala el concepto perfecto de la mezcla de la premisa occidental en un escenario futurista, diciendo, "Bueno, Westworld tiene tanto, asegurando que será una mezcla emocionante de géneros que va a interrumpir un panorama de la televisión que por lo general dice que solo podemos tener uno o el otro." También añadió, "El aspecto de la serie y su excelente diseño abren las puertas del salón, pero el verdadero placer será la discusión inteligente sobre si los robots eventualmente nos matarán a todos. Afortunadamente, el creador Jonathan Nolan ya nos mostró que él es el chico de la Inteligencia Artificial con Person of Interest." Mary McNamara de Los Angeles Times escribió en una crítica con elogios: "No se trata solo de una gran serie, es una serie vívida y estimulante que entretiene incluso cuando examina el lado más oscuro del entretenimiento." Para el San Francisco Chronicle, David Wiegand escribió, "Westworld no es fácil de entender al principio, pero sin embargo te engancharás con una narración inusualmente inteligente, efectos visuales poderosos y actuaciones excepcionalmente matizadas." De Time, Daniel D'Addario escribió, "Sus detalles cuidadosamente elegidos se suman a un pulp espectacular que es más reflexivo que cualquier otro de los nuevos dramas de este otoño."
Jeff Jensen de Entertainment Weekly también elogió la serie y dijo: "La profundidad de Westworld no radica en hacer preguntas sobre la memoria, el libre albedrío y lo que nos hace humanos, sino en si podemos ser más humanos de lo que nos permitimos ser, si nuestras historias pueden ser más ricas y más significativas de lo que permite la cultura."

#### Temporada 2
La segunda temporada también recibió reseñas positivas de parte de los críticos. En Rotten Tomatoes, la temporada tiene una calificación de aprobación del 94% sobre la base de 57 reseñas, con una calificación promedio de 8.03/10. El consenso del sitio es que "Westworld se basa en su primera temporada experimental, sumergiéndose más profundamente en el lado humano de la inteligencia artificial sin perder nada de su gloria elegante y sangrienta." En Metacritic, la temporada tiene un puntaje de 76 sobre 100, con base en 29 reseñas, lo que indica "reseñas generalmente favorables".
En abril de 2018, después del estreno de la segunda temporada, Variety publicó un artículo sobre la narrativa complicada de la serie. Andrew Wallenstein escribió, "Westworld parece tener demasiados fieles espectadores que estarán dispuestos a absorber tramas que puedan bordear lo incomprensible." También comentó sobre el posible éxito futuro de la serie, diciendo, "Habrá una base de admiradores central muy vocal dispuestos a hacer la tarea de unir los misterios de la serie, pero esa no es una base lo suficientemente amplia como para ser el tipo de serie emblemática que HBO quiere."

### Índices de audiencia
El estreno de la serie tuvo números de audiencia ligeramente menores que los de True Detective, pero mucho mejor que Vinyl, eso significaba que se veía como "…un comienzo relativamente prometedor…" Mandy Adams, de iTechPost notó que, "Las interacciones en Twitter se estimaron en un 545 por ciento más en comparación con el debut de Vinyl y 326 por ciento más que la última temporada The Leftovers." El estreno de la serie atrajo a 1.96 millones de espectadores, con 0.8 millones en el codiciado grupo demográfico de 18 a 49 años de edad, anunciado por los anunciantes. El primer episodio recibió 3.3 millones de espectadores por sus tres transmisiones de los domingos por la noche, así como en las plataformas de transmisión de HBO. El final de la temporada uno recibió 2.2 millones de espectadores en su emisión inicial, y aumentó a 3.5 millones, incluyendo repeticiones y visualización a pedido. La primera temporada tuvo una audiencia promedio acumulada de 12 millones de espectadores, por lo que es la primera temporada más vista de una serie de HBO, y TorrentFreak calificó a Westworld como el tercer programa televisivo más celebrado de 2016.

### Reconocimientos
Westworld ha sido nominado para 43 Emmy Awards, 3 Golden Globe Awards, 2 Satellite Awards, 4 Critics' Choice Television Awards, y 2 Writers Guild of America Awards.
| Lista de premios y nominaciones | Lista de premios y nominaciones                       | Lista de premios y nominaciones                                                                  | Lista de premios y nominaciones | Lista de premios y nominaciones | Lista de premios y nominaciones | Lista de premios y nominaciones |
| Año                             | Organización                                          | Categoría                                                                                        | Nominado/a(s) | Resultado                       | Ref(s)                          |                                 |
| ------------------------------- | ----------------------------------------------------- | ------------------------------------------------------------------------------------------------ | --- | ------------------------------- | ------------------------------- | ------------------------------- |
| 2016                            | Satellite Awards                                      | Best Actress – Television Series Drama                                                           | Evan Rachel Wood | Ganadora                        | [ 110 ] [ 111 ]                 |                                 |
| 2016                            | Satellite Awards                                      | Best Television Series – Genre                                                                   | Westworld | Nom                             | [ 110 ] [ 111 ]                 |                                 |
| 2016                            | Critics' Choice Television Award                      | Most Exciting New Series                                                                         | Westworld | Ganadora                        | [ 112 ]                         |                                 |
| 2016                            | Critics' Choice Television Award                      | Best Drama Series                                                                                | Westworld | Nom                             | [ 113 ] [ 114 ]                 |                                 |
| 2016                            | Critics' Choice Television Award                      | Best Actress in a Drama Series                                                                   | Evan Rachel Wood | Ganadora                        | [ 113 ] [ 114 ]                 |                                 |
| 2016                            | Critics' Choice Television Award                      | Best Supporting Actress in a Drama Series                                                        | Thandie Newton | Ganadora                        | [ 113 ] [ 114 ]                 |                                 |
| 2016                            | American Society of Cinematographers                  | Outstanding Achievement in Cinematography in Movie, Miniseries, or Pilot for Television          | Paul Cameron (por "The Original") | Nom                             | [ 115 ]                         |                                 |
| 2016                            | IGN Awards                                            | Best TV Series                                                                                   | Westworld | Nom                             | [ 116 ]                         |                                 |
| 2016                            | IGN Awards                                            | Best New TV Series                                                                               | Westworld | Nom                             | [ 116 ]                         |                                 |
| 2016                            | IGN Awards                                            | Best TV Drama Series                                                                             | Westworld | Ganadora                        | [ 116 ]                         |                                 |
| 2016                            | IGN Awards                                            | Best TV Actor                                                                                    | Jeffrey Wright | Nom                             | [ 116 ]                         |                                 |
| 2016                            | IGN Awards                                            | Best TV Actress                                                                                  | Evan Rachel Wood | Nom                             | [ 116 ]                         |                                 |
| 2016                            | IGN Awards                                            | Best TV Actress                                                                                  | Thandie Newton | Ganadora                        | [ 116 ]                         |                                 |
| 2016                            | IGN People's Choice Award                             | Best TV Series                                                                                   | Westworld | Nom                             | [ 116 ]                         |                                 |
| 2016                            | IGN People's Choice Award                             | Best New TV Series                                                                               | Westworld | Nom                             | [ 116 ]                         |                                 |
| 2016                            | IGN People's Choice Award                             | Best TV Drama Series                                                                             | Westworld | Nom                             | [ 116 ]                         |                                 |
| 2016                            | IGN People's Choice Award                             | Best TV Actor                                                                                    | Jeffrey Wright | Ganadora                        | [ 116 ]                         |                                 |
| 2016                            | IGN People's Choice Award                             | Best TV Actress                                                                                  | Evan Rachel Wood | Ganadora                        | [ 116 ]                         |                                 |
| 2016                            | IGN People's Choice Award                             | Best TV Actress                                                                                  | Thandie Newton | Nom                             | [ 116 ]                         |                                 |
| 2016                            | California On Location Awards                         | Location Manager – Television One Hour                                                           | Mandi Dillin | Nom                             | [ 117 ] [ 118 ]                 |                                 |
| 2016                            | California On Location Awards                         | Assistant Location Manager of the Year – Television                                              | David Park | Nom                             | [ 117 ] [ 118 ]                 |                                 |
| 2016                            | California On Location Awards                         | Television – One Hour – Location Team                                                            | Team for Westworld | Nom                             | [ 117 ] [ 118 ]                 |                                 |
| 2016                            | International Film Music Critics Association Awards   | Best Original Score for a Television Series                                                      | Ramin Djawadi | Nom                             | [ 119 ]                         |                                 |
| 2017                            | 69th Primetime Emmy Awards                            | mejor serie dramática                                                                            | Westworld | Nom                             | [ 120 ]                         |                                 |
| 2017                            | 69th Primetime Emmy Awards                            | mejor actor - Serie dramática                                                                    | Anthony Hopkins (por "Trompe L'Oeil") | Nom                             | [ 120 ]                         |                                 |
| 2017                            | 69th Primetime Emmy Awards                            | mejor actriz - Serie dramática                                                                   | Evan Rachel Wood (por "The Bicameral Mind") | Nom                             | [ 120 ]                         |                                 |
| 2017                            | 69th Primetime Emmy Awards                            | mejor actor de reparto - Serie dramática                                                         | Jeffrey Wright (por "The Well-Tempered Clavier") | Nom                             | [ 120 ]                         |                                 |
| 2017                            | 69th Primetime Emmy Awards                            | mejor actriz de reparto - Serie dramática                                                        | Thandie Newton (por "Trace Decay") | Nom                             | [ 120 ]                         |                                 |
| 2017                            | 69th Primetime Emmy Awards                            | mejor dirección - Serie dramática                                                                | Jonathan Nolan (por "The Bicameral Mind") | Nom                             | [ 120 ]                         |                                 |
| 2017                            | 69th Primetime Emmy Awards                            | mejor guion - Serie dramática                                                                    | Lisa Joy & Jonathan Nolan (por "The Bicameral Mind") | Nom                             | [ 120 ]                         |                                 |
| 2017                            | 69th Primetime Creative Arts Emmy Awards              | Outstanding Casting for a Drama Series                                                           | John Papsidera | Nom                             | [ 120 ]                         |                                 |
| 2017                            | 69th Primetime Creative Arts Emmy Awards              | Outstanding Cinematography for a Single-Camera Series (One Hour)                                 | Paul Cameron (por "The Original") | Nom                             | [ 120 ]                         |                                 |
| 2017                            | 69th Primetime Creative Arts Emmy Awards              | Outstanding Costumes for a Period/Fantasy Series, Limited Series, or Movie                       | Trish Summerville, Jo Kissack Folsom, Lynda Foote (por "The Original") | Nom                             | [ 120 ]                         |                                 |
| 2017                            | 69th Primetime Creative Arts Emmy Awards              | Outstanding Creative Achievement in Interactive Media within a Scripted Program                  | Westworld | Ganadora                        | [ 120 ]                         |                                 |
| 2017                            | 69th Primetime Creative Arts Emmy Awards              | Outstanding Hairstyling for a Single-Camera Series                                               | Joy Zapata, Pavy Olivarez, Bruce Samia, Donna Anderson (por "Contrapasso") | Ganadora                        | [ 120 ]                         |                                 |
| 2017                            | 69th Primetime Creative Arts Emmy Awards              | Outstanding Main Title Design                                                                    | Patrick Clair, Raoul Marks, Yongsub Song, Felix Soletic, Jessica Hurst & Jose Limon | Nom                             | [ 120 ]                         |                                 |
| 2017                            | 69th Primetime Creative Arts Emmy Awards              | Outstanding Main Title Theme Music                                                               | Ramin Djawadi | Nom                             | [ 120 ]                         |                                 |
| 2017                            | 69th Primetime Creative Arts Emmy Awards              | Outstanding Makeup for a Single-Camera Series (Non-Prosthetic)                                   | Christien Tinsley, Myriam Arougheti, Gerald Quist, Lydia Milars, Ed French (por "The Original") | Ganadora                        | [ 120 ]                         |                                 |
| 2017                            | 69th Primetime Creative Arts Emmy Awards              | Outstanding Prosthetic Makeup for a Series, Limited Series, Movie, or Special                    | Christien Tinsley, Hiroshi Yada, Georgia Allen, Gerald Quist, Myriam Arougheti (por "The Original") | Nom                             | [ 120 ]                         |                                 |
| 2017                            | 69th Primetime Creative Arts Emmy Awards              | Outstanding Single-Camera Picture Editing for a Drama Series                                     | Andrew Seklir (por "The Bicameral Mind") | Nom                             | [ 120 ]                         |                                 |
| 2017                            | 69th Primetime Creative Arts Emmy Awards              | Outstanding Production Design for a Narrative Contemporary or Fantasy Program (One Hour or More) | Zack Grobler, Steve Christensen and Julie Ochipinti (por "The Bicameral Mind") | Nom                             | [ 120 ]                         |                                 |
| 2017                            | 69th Primetime Creative Arts Emmy Awards              | Outstanding Production Design for a Narrative Contemporary or Fantasy Program (One Hour or More) | Nathan Crowley, Naaman Marshall & Julie Ochipinti (por "The Original") | Nom                             | [ 120 ]                         |                                 |
| 2017                            | 69th Primetime Creative Arts Emmy Awards              | Outstanding Sound Editing for a Series                                                           | Thomas E. Matthew Sawelson, Brian Armstrong, Fred Paragano, Mark Allen, Marc Glassman, Sebastian Visconti, Geordy Sincavage, Michael Head, Christopher Kaller, Rick Owens & Tara Blume Norton (por "The Bicameral Mind")                                                           | Nom                             | [ 120 ]                         |                                 |
| 2017                            | 69th Primetime Creative Arts Emmy Awards              | Outstanding Sound Mixing for a Comedy or Drama Series (One-Hour)                                 | Keith Rogers, Scott Weber, Roger Stevenson and Kyle O'Neal (por "The Bicameral Mind") | Ganadora                        | [ 120 ]                         |                                 |
| 2017                            | 69th Primetime Creative Arts Emmy Awards              | Outstanding Special Visual Effects                                                               | Jay Worth, Elizabeth Castro, Joe Wehmeyer, Eric Levin-Hatz, Bobo Skipper, Gustav Ahren, Paul Ghezzo, Mitchell S. Drain & Michael Lantieri (por "The Bicameral Mind") | Ganadora                        | [ 120 ]                         |                                 |
| 2017                            | Golden Globe Awards                                   | Best Television Series – Drama                                                                   | Westworld | Nom                             | [ 121 ]                         |                                 |
| 2017                            | Golden Globe Awards                                   | Best Actress – Television Series Drama                                                           | Evan Rachel Wood | Nom                             | [ 121 ]                         |                                 |
| 2017                            | Golden Globe Awards                                   | Best Supporting Actress – Series, Miniseries or Television Film                                  | Thandie Newton | Nom                             | [ 121 ]                         |                                 |
| 2017                            | Screen Actors Guild Awards                            | Outstanding Performance by an Ensemble in a Drama Series                                         | Ben Barnes, Ingrid Bolsø Berdal, Ed Harris, Luke Hemsworth, Anthony Hopkins, Sidse Babett Knudsen, James Marsden, Leonardo Nam, Thandie Newton, Talulah Riley, Rodrigo Santoro, Angela Sarafyan, Jimmi Simpson, Ptolemy Slocum, Evan Rachel Wood, Shannon Woodward, Jeffrey Wright | Nom                             | [ 122 ]                         |                                 |
| 2017                            | Screen Actors Guild Awards                            | Outstanding Performance by a Female Actor in a Drama Series                                      | Thandie Newton | Nom                             | [ 122 ]                         |                                 |
| 2017                            | Screen Actors Guild Awards                            | Outstanding Performance by a Stunt Ensemble in a Television Series                               | | Nom                             | [ 122 ]                         |                                 |
| 2017                            | ACE Eddie Awards                                      | Best Edited One Hour Series for Non-Commercial Television                                        | Stephen Semel & Marc Jozefowicz (por "The Original") | Nom                             | [ 123 ]                         |                                 |
| 2017                            | Art Directors Guild                                   | ADG Excellence in Production Design Award for One-Hour Period Or Fantasy Single-Camera Series    | Nathan Crowley (por "The Original") | Ganadora                        | [ 124 ]                         |                                 |
| 2017                            | Writers Guild of America                              | Television Drama Series                                                                          | Ed Brubaker, Bridget Carpenter, Dan Dietz, Halley Gross, Lisa Joy, Katherine Lingenfelter, Dominic Mitchell, Jonathan Nolan, Roberto Patino, Daniel T. Thomsen, Charles Yu | Nom                             | [ 125 ]                         |                                 |
| 2017                            | Writers Guild of America                              | Television New Series                                                                            | Ed Brubaker, Bridget Carpenter, Dan Dietz, Halley Gross, Lisa Joy, Katherine Lingenfelter, Dominic Mitchell, Jonathan Nolan, Roberto Patino, Daniel T. Thomsen, Charles Yu | Nom                             | [ 125 ]                         |                                 |
| 2017                            | People's Choice Awards                                | Favorite Premium Sci-Fi/Fantasy Series                                                           | Westworld |                                 | [ 126 ]                         |                                 |
| 2017                            | Producers Guild of America Awards                     | Episodic Television, Drama                                                                       | J. J. Abrams, Jonathan Nolan, Lisa Joy, Bryan Burk, Athena Wickham, Kathy Lingg, Richard J. Lewis, Roberto Patino, Katherine Lingenfelter, Cherylanne Martin | Nom                             | [ 127 ]                         |                                 |
| 2017                            | Visual Effects Society Awards 2016                    | Outstanding Visual Effects in a Photoreal Episode                                                | Jay Worth, Elizabeth Castro, Bobo Skipper, Gustav Ahrén (por "The Bicameral Mind") | Nom                             | [ 128 ]                         |                                 |
| 2017                            | Cinema Audio Society Awards                           | Outstanding Achievement in Sound Mixing – Television Series – One Hour                           | John Pritchett, Keith Rogers, Scott Weber, Mark Kondracki, Geordy Sincavage (por "The Original") | Nom                             | [ 129 ]                         |                                 |
| 2017                            | 69th Directors Guild of America Awards                | Dramatic Series                                                                                  | Jonathan Nolan (por "The Original") | Nom                             | [ 130 ]                         |                                 |
| 2017                            | Hollywood Makeup Artist and Hair Stylist Guild Awards | Best Contemporary Makeup – Television                                                            | Christien Tinsley, Elisa Marsh, Rolf Keppler | Ganadora                        | [ 131 ]                         |                                 |
| 2017                            | Hollywood Makeup Artist and Hair Stylist Guild Awards | Best Period and/or Character Makeup – Television                                                 | Christien Tinsley, Myriam Arougheti, Rolf Keppler | Nom                             | [ 131 ]                         |                                 |
| 2017                            | Hollywood Makeup Artist and Hair Stylist Guild Awards | Best Special Makeup Effects – Television                                                         | Christien Tinsley, Hiroshi Yada | Ganadora                        | [ 131 ]                         |                                 |
| 2017                            | Costume Designers Guild Awards                        | Outstanding Period Television Series                                                             | Trish Summerville (por "The Original") | Nom                             | [ 132 ]                         |                                 |
| 2017                            | Costume Designers Guild Awards                        | Outstanding Period Television Series                                                             | Ane Crabtree | Nom                             | [ 132 ]                         |                                 |
| 2017                            | Dorian Awards                                         | TV Drama of the Year                                                                             | Westworld | Nom                             | [ 133 ]                         |                                 |
| 2017                            | Dorian Awards                                         | TV Performance of the Year – Actress                                                             | Thandie Newton | Nom                             | [ 133 ]                         |                                 |
| 2017                            | Golden Reel Awards                                    | Best Sound Editing – Long Form Dialogue and ADR in Television                                    | Thomas E. de Gorter, Matthew Sawelson, Brian Armstrong and Fred Paragano (por "The Bicameral Mind") | Nom                             | [ 134 ]                         |                                 |
| 2017                            | Golden Reel Awards                                    | Best Sound Editing – Long Form Sound Effects and Foley in Television                             | Thomas E. de Gorter, Matthew Sawelson, Geordy Sincavage, Michael Head, Rick Owen, Tara Blume, Mark Allen and Marc Glassman (por "The Bicameral Mind") | Ganadora                        | [ 134 ]                         |                                 |
| 2017                            | Golden Reel Awards                                    | Best Sound Editing in Television, Short Form: FX/Foley                                           | Thomas E. de Gorter, Matthew Sawelson, Geordy Sincavage, Michael Head, Tara Blume, Rick Owens, Mark R. Allen and Marc Glassman (por "Trompe L'Oeil") | Ganadora                        | [ 134 ]                         |                                 |
| 2017                            | Golden Reel Awards                                    | Best Sound Editing in Television, Short Form: Dialogue / ADR                                     | Thomas E. de Gorter, Matthew Sawelson, Brian Armstrong and Fred Paragano (por "Trace Decay") | Nom                             | [ 134 ]                         |                                 |
| 2017                            | Society of Camera Operators Awards                    | Camera Operator of the Year – Television                                                         | Steven Matzinger & Greg Smith | Nom                             | [ 135 ]                         |                                 |
| 2017                            | 43rd Saturn Awards                                    | Best Science Fiction Television Series                                                           | Westworld | Ganadora                        | [ 136 ]                         |                                 |
| 2017                            | 43rd Saturn Awards                                    | Best Supporting Actor on Television                                                              | Ed Harris | Ganadora                        | [ 136 ]                         |                                 |
| 2017                            | 43rd Saturn Awards                                    | Best Supporting Actor on Television                                                              | Jeffrey Wright | Nom                             | [ 136 ]                         |                                 |
| 2017                            | 43rd Saturn Awards                                    | Best Supporting Actress on Television                                                            | Thandie Newton | Nom                             | [ 136 ]                         |                                 |
| 2017                            | 43rd Saturn Awards                                    | Best Supporting Actress on Television                                                            | Evan Rachel Wood | Nom                             | [ 136 ]                         |                                 |
| 2017                            | 43rd Saturn Awards                                    | Best Guest Performance on a Television Series                                                    | Anthony Hopkins | Nom                             | [ 136 ]                         |                                 |
| 2017                            | Empire Awards                                         | Best TV Series                                                                                   | Westworld | Nom                             | [ 137 ]                         |                                 |
| 2017                            | Canadian Society of Cinematographers Awards           | TV Series Cinematography                                                                         | Robert McLachlan (por "Contrapasso") | Nom                             | [ 138 ]                         |                                 |
| 2017                            | Location Managers Guild Awards                        | LMGI Award for Outstanding Locations in Period Television                                        | Mandi Dillin | Ganadora                        | [ 139 ]                         |                                 |
| 2017                            | Edgar Awards                                          | TV Episode Teleplay                                                                              | Jonathan Nolan & Lisa Joy (por "The Bicameral Mind") | Nom                             | [ 140 ]                         |                                 |
| 2017                            | Ray Bradbury Award                                    | Outstanding Dramatic Presentation                                                                | Jonathan Nolan & Lisa Joy (por "The Bicameral Mind") | Nom                             | [ 141 ]                         |                                 |
| 2017                            | Dragon Awards                                         | Best Science Fiction or Fantasy TV Series                                                        | Westworld | Nom                             | [ 142 ]                         |                                 |
| 2017                            | Gold Derby TV Awards                                  | Drama Series                                                                                     | Westworld | Nom                             | [ 143 ]                         |                                 |
| 2017                            | Gold Derby TV Awards                                  | Drama Actress                                                                                    | Evan Rachel Wood | Nom                             | [ 143 ]                         |                                 |
| 2017                            | Gold Derby TV Awards                                  | Drama Supporting Actress                                                                         | Thandie Newton | Ganadora                        | [ 143 ]                         |                                 |
| 2017                            | Gold Derby TV Awards                                  | Drama Supporting Actor                                                                           | Jeffrey Wright | Nom                             | [ 143 ]                         |                                 |
| 2017                            | Gold Derby TV Awards                                  | Drama Episode                                                                                    | Jonathan Nolan & Lisa Joy (por "The Bicameral Mind") | Nom                             | [ 143 ]                         |                                 |
| 2018                            | Anexo:Premios Saturn de 2017                          | Mejor lanzamiento de serie de televisión en DVD o Blu-ray                                        | Temporada 1: The Maze | Nom                             | [ 144 ]                         |                                 |
| 2018                            | Primetime Emmy Awards                                 | Mejor serie de drama                                                                             | Westworld | Nom                             |                                 |                                 |
| 2018                            | Primetime Emmy Awards                                 | Mejor actor principal en una serie dramática                                                     | Ed Harris | Nom                             |                                 |                                 |
| 2018                            | Primetime Emmy Awards                                 | Mejor actor principal en una serie dramática                                                     | Jeffrey Wright | Nom                             |                                 |                                 |
| 2018                            | Primetime Emmy Awards                                 | Mejor actriz en una serie dramática                                                              | Evan Rachel Wood | Nom                             |                                 |                                 |
| 2018                            | Primetime Emmy Awards                                 | Mejor actriz de reparto en una serie dramática                                                   | Thandie Newton | Ganadora                        |                                 |                                 |
| 2018                            | Primetime Creative Arts Emmy Awards                   | Outstanding Guest Actor in a Drama Series                                                        | Jimmi Simpson (por "Reunion") | Nom                             |                                 |                                 |
| 2018                            | Primetime Creative Arts Emmy Awards                   | Outstanding Casting for a Drama Series                                                           | John Papsidera | Nom                             |                                 |                                 |
| 2018                            | Primetime Creative Arts Emmy Awards                   | Outstanding Cinematography for a Single-Camera Series (One Hour)                                 | John Grillo (por "The Riddle of the Sphinx") | Nom                             |                                 |                                 |
| 2018                            | Primetime Creative Arts Emmy Awards                   | Outstanding Fantasy/Sci-Fi Costumes                                                              | Sharen Davis, Charlene Amateau, Jodie Stern, Sandy Kenyon (por "Akane no Mai") | Nom                             |                                 |                                 |
| 2018                            | Primetime Creative Arts Emmy Awards                   | Outstanding Hairstyling for a Single-Camera Series                                               | Joy Zapata, Lori McCoy Bell; Dawn Victoria Dudley, Karen Zanki, Connie Kallos, Norma Lee (por "Akane no Mai") | Ganadores                       |                                 |                                 |
| 2018                            | Primetime Creative Arts Emmy Awards                   | Outstanding Interactive Program Within A Scripted Program                                        | Chaos Takes Control Interactive Experience (HBO) | Ganador                         |                                 |                                 |
| 2018                            | Primetime Creative Arts Emmy Awards                   | Outstanding Main Title Design                                                                    | Patrick Clair, Raoul Marks, Jose Limon, Savva Tsekmes | Nom                             |                                 |                                 |
| 2018                            | Primetime Creative Arts Emmy Awards                   | Outstanding Makeup for a Single-Camera Series (Non-Prosthetic)                                   | Elisa Marsh, Allan A. Apone, Rachel Hoke, John Damiani, Ron Pipes, Ken Diaz (por "Akane no Mai") | Ganadores                       |                                 |                                 |
| 2018                            | Primetime Creative Arts Emmy Awards                   | Outstanding Prosthetic Makeup for a Series, Limited Series, Movie or Special                     | Justin Raleigh, Kevin Kirkpatrick, Thom Floutz, Chris Hampton, Bryan Blair, Michael Ezell, Steve Koch (por "The Riddle of the Sphinx") | Nom                             |                                 |                                 |
| 2018                            | Primetime Creative Arts Emmy Awards                   | Outstanding Music Composition for a Series                                                       | Ramin Djawadi (por "Akane no Mai") | Nom                             |                                 |                                 |
| 2018                            | Primetime Creative Arts Emmy Awards                   | Outstanding Music Supervision                                                                    | Sean O'Meara (por "Akane no Mai") | Nom                             |                                 |                                 |
| 2018                            | Primetime Creative Arts Emmy Awards                   | Outstanding Production Design for a Narrative Contemporary Program (One Hour or More)            | Nathan Crowley, Steve Christensen, Julie Ochipinti | Nom                             |                                 |                                 |
| 2018                            | Primetime Creative Arts Emmy Awards                   | Outstanding Sound Editing for a Comedy or Drama Series (One-Hour)                                | Thomas E. deGorter, Brett Hinton, Chris Kahwaty, Fred Paragano, Brian Armstrong, Mark Allen, Marc Glassman, Allegra De Souza, Christopher Kaller, Michael Head, Jordan McClain, Geordy Sincavage, Tara Blume, Matt Salib, Rick Owens (por "Akane no Mai")                          | Nom                             |                                 |                                 |
| 2018                            | Primetime Creative Arts Emmy Awards                   | Outstanding Sound Mixing for a Comedy or Drama Series (One-Hour)                                 | Andy King, Keith Rogers, Geoffrey Patterson (por "Akane no Mai") | Nom                             |                                 |                                 |
| 2018                            | Primetime Creative Arts Emmy Awards                   | Outstanding Special Visual Effects                                                               | Jay Worth, Jacqueline VandenBussche, Bruce Branit, Kama Moiha, Michelle H. Pak, Bobo Skipper, Niklas Nuyqvist, Nhat Phong Tran, Mike Enriquez (por "The Passenger") | Nom                             |                                 |                                 |
| 2018                            | Primetime Creative Arts Emmy Awards                   | Outstanding Stunt Coordination for a Drama Series, Limited Series, or Movie                      | Doug Coleman, Brian Machleit | Nom                             |                                 |                                 |
| 2019                            | Screen Actors Guild Awards                            | Outstanding Performance by an Ensemble in a Drama Series                                         | Westworld | Nom                             | [ 145 ]                         |                                 |
| 2019                            | 45th Saturn Awards                                    | Best Science Fiction Television Series                                                           | Westworld | Ganador                         | [ 146 ]                         |                                 |
| 2019                            | 45th Saturn Awards                                    | Best Actor on Television                                                                         | Jeffrey Wright | Nom                             | [ 146 ]                         |                                 |
| 2019                            | 45th Saturn Awards                                    | Best Supporting Actor on Television                                                              | Ed Harris | Nom                             | [ 146 ]                         |                                 |
| 2021                            | Screen Actors Guild Awards                            | Outstanding Performance by an Ensemble in a Drama Series                                         | Westworld | Nom                             | [ 147 ]                         |                                 |
| 2021                            | 46th Saturn Awards                                    | Best Science Fiction Television Series                                                           | Westworld | Nom                             | [ 148 ]                         |                                 |
| 2021                            | 46th Saturn Awards                                    | Best Actress on Television                                                                       | Thandiwe Newton | Nom                             | [ 148 ]                         |                                 |
| 2021                            | 46th Saturn Awards                                    | Best Supporting Actress on Television                                                            | Tessa Thompson | Nom                             | [ 148 ]                         |                                 |